# Montappone
Montappone (en dialecte : Montappù ou Montappó) est une commune italienne d'environ 1 600 habitants, située dans la province de Fermo, dans la région Marches, en Italie centrale.

## Histoire
La commune est jumelée avec :
- Cormeilles (Eure) (France)[2].

## Administration
| Période                                  | Période | Identité | Étiquette | Qualité |
| ---------------------------------------- | ------- | -------- | --------- | ------- |
|                                          |         |          |           |         |
| Les données manquantes sont à compléter. |         |          |           |         |

### Communes limitrophes
Falerone, Loro Piceno, Massa Fermana, Monte Vidon Corrado, Montegiorgio, Sant'Angelo in Pontano